# Kritieke isolatiedikte
De kritische isolatiedikte van een geïsoleerde buis met een kleine diameter is de minimale dikte die het isolatiemateriaal moet hebben voor een gunstige thermische weerstand. 
Bij het isoleren tegen warmteverlies van buizen beneden een bepaalde uitwendige diameter zal door de isolatie in eerste instantie de warmteweerstand afnemen en dus het warmteverlies toenemen.

## Rekenmethode
De uitwendige radius van de isolatielaag om een pijp waarbij het warmteverlies maximaal is (Rqmx) is gelijk aan de warmtegeleidingscoëfficiënt van het isolatiemateriaal (λiso) gedeeld door de warmteoverdrachtscoëfficiënt aan het oppervlak van de isolatie (αu). In formule:
{\displaystyle Rqmx=\lambda iso/\alpha u[m]}          (1)
Uitgaande van een gangbare waarde voor de geleidingscoëfficiënt van isolatiematerialen voor pijpen van 0,05 W/(mK) en een geschatte overdrachtscoëfficiënt voor horizontale pijpen in ruimten met stilstaande lucht van 5 tot 10 W/(m²K), komt deze radius uit op 0,05 W/(mK) / 5 W/(m²K) = 0,01 m, tot 0,05 / 10 = 0,005 en dus een pijpdiameter van 10 tot 20 mm.
Voor elektriciteitsgeleiders is hiermee een gunstigste isolatiedikte vast te stellen voor maximale warmteafvoer, maar voor warmte-isolatie is dit dus minder goed.
Pijpen met radii die groter zijn dan deze waarde hebben dit probleem niet.
In het geval dat men dunne buizen wil isoleren is het dus van belang te weten welke laagdikte van de isolatie nodig is om het warmteverlies terug te brengen tot het oorspronkelijke warmteverlies van de niet-geïsoleerde (kale) buis. Pas daarboven neemt het verlies af. Deze radius (Rqp) volgt uit de parameterformule:
{\displaystyle \mu \times \beta \times \ln {\bigl (}\beta {\bigr )}+1-\beta =0}          (2)
Waarin: 
μ = Rp / Rqmx (0 < μ < 1)
β = Riso / Rp (β > 1)
Rp = uitwendige radius (kale)pijp
Riso = uitwendige radius van de isolatie
Rqmx = uitwendige radius geïsoleerde pijp bij maximaal warmteverlies
Rqp = uitwendige radius isolatie bij gelijk warmteverlies als kale pijp
Voor een niet-geïsoleerde pijp met een uitwendige diameter die bijvoorbeeld de helft is van de diameter van een pijp met isolatie bij maximaal warmteverlies (μ = 0,5) moet de diameter van de isolatie worden vermeerderd tot 4,9 maal de pijp-diameter (β = 4,92, iteratief te bepalen) om weer hetzelfde warmteverlies te hebben als de kale pijp.

## Voorbeeld
Als voorbeeld nemen we een CV-pijp van 15 mm (2 x Rp) uitwendig in een kruipruimte. We gaan weer uit van de eerder aangenomen waarden voor de geleidingscoëfficiënt van de isolatie (0,05 W/(mK)) en een warmteoverdrachtscoëfficiënt (5 W/(m2K)).
De kritieke diameter van de isolatie (2 x Rqmx) is dan 20 mm (μ = 0,75).
Het warmteverlies van de geïsoleerde pijp wordt weer gelijk aan dat van de kale pijp bij een uitwendige diameter van de isolatie van 27,5 mm (β = 1,835).
De afname van het warmteverlies gaat vervolgens langzaam. Voor een besparing van ongeveer 10 % moet de isolatiediameter toenemen tot 45 mm. Bij 60 mm is de afname pas ongeveer 18 % (resultaat na doorrekenen van dit voorbeeld).
Naarmate de uitwendige diameter van de isolatie toeneemt zal de overdracht coëfficiënt aan het oppervlak op basis van de hiervoor geldende relatie Nu = f(Gr, Pr) kleiner worden, hetgeen het probleem nog versterkt.
Vergelijking (1) volgt uit het omwerken van de vergelijking voor de berekening van het warmteverlies bij een geïsoleerde pijp en vervolgens de afgeleide te nemen naar de isolatie radius (Riso).
Vergelijking (2) volgt uit het gelijk stellen van de vergelijking voor het bepalen van het warmteverlies van een niet geïsoleerde pijp met die van een wel geïsoleerde pijp en met gebruikmaking van μ, β en Rqmx .